# Battaglia delle Tofane
Con Battaglia delle Tofane si intende una serie di scontri avvenuti durante la Prima Guerra Mondiale tra forze italiane e austroungariche nella sezione delle Dolomiti Orientali nota come "Tofane", a ovest di Cortina d'Ampezzo. I combattimenti sono iniziati nei giorni successivi alla dichiarazione di guerra italiana all'Impero Austro-Ungarico, e si sono conclusi nei giorni successivi alla disfatta italiana a Caporetto nell'ottobre 1917. Il luogo del combattimento lungo le Tofane e ai piedi del Lagazuoi è stato anche teatro della cosiddetta "Guerra di mina".

## Contesto storico
Il 3 maggio 1915 il Regno d'Italia informò Vienna e Berlino della propria decisione di abbandonare la Triplice Alleanza. La Conca d'Ampezzo, territorio di confine dell'Impero Asburgico, era stata abbandonata dalle forze austroungariche in quanto non considerata difendibile. L'Alto Comando asburgico preferì invece concentrare le scarse truppe disponibili sul fronte alpino in alcuni punti chiave facilmente difendibili, in particolare lungo l'attuale confine tra la Regione Veneto e la Provincia Autonoma di Bolzano.
Allo scoppio delle ostilità, le forze italiane occuparono rapidamente Cortina e i territori limitrofi senza trovare alcuna resistenza e iniziarono a preparare l'offensiva che avrebbe dovuto rompere la linea difensiva austriaca e aprire la strada verso Dobbiaco e l'Alto Adige. A giugno 1915, il fronte dolomitico si estendeva dal Col di Lana (2462 m) attraverso la Sella Sief (2209 m), il Setsas (2571 m), il Sasso di Stria (2477 m) fino al Passo Falzarego (2105 m) e poi da qui chiudendo nuovamente il versante sud della Val Travenanzes fino al Col dei Bos (2559 m), al Castelletto (2656 m), alla Tofana di Rozes (3225 m), al Fontananegra (2588 m), alla Tofana di Mezzo (3244 m) alla Tofana di Dentro (3238 m).

## Le fasi dei combattimenti

### L'inizio degli scontri
Le operazioni militari sul fronte dolomitico erano state assegnate alla Quarta Armata italiana, al comando del generale Luigi Nava. Tuttavia, nonostante le forze austroungariche fossero ancora impreparate e in schiacciante inferiorità numerica, il generale Nava preferì attendere l'arrivo dei rinforzi italiani dal Cadore, in particolare unità di artiglieria pesante che considerava necessarie per abbattere le postazioni fortificate austriache tra il Col di Lana e le Tofane. Questa attesa, durata diverse settimane, fu un grave errore del comando italiano, dato che consentì agli Austriaci di trincerarsi in posizioni facilmente difendibili, e permise anche l'arrivo di nuovi battaglioni di Alpini tedeschi a rinforzare ulteriormente i difensori.
L'offensiva vera e propria cominciò solo il 5 luglio 1915 con un attacco generale delle forze italiane lungo il fronte e durò, intermittentemente, fino al 28 settembre. Nel complesso l'operazione fu un fallimento: il costo umano fu enorme e ci furono pochissimi risultati permanenti. Zone quali la cima del Col di Lana e la cima del Sasso di Stria vennero riconquistate immediatamente dai difensori, sulla montagna; l'unico avanzamento degno di nota fu la conquista della Cengia Martini da parte del battaglione Alpini "Val Chisone" al comando del maggiore Ettore Martini. Ai piedi del Lagazuoi fu catturato il Passo Falzarego, punto strategico per sferrare ulteriori attacchi verso il Col di Lana e verso il soprastante Lagazuoi, ma allo stesso tempo vulnerabile a contrattacchi dalle suddette postazioni austroungariche. L'insuccesso della Quarta Armata nell'assicurarsi il controllo degli obiettivi prefissati e l'inutile attesa del generale Nava portarono il Comando Supremo a esonerare quest'ultimo e rimpiazzarlo con il tenente generale Mario Nicolis di Robilant, che rimase al comando dell'unità militare fino a febbraio 1918. 

### Le operazioni nel 1916, 1917 e la guerra di mina
Nonostante gli scarsi risultati ottenuti nella prima fase degli scontri, le forze italiane mantennero le loro posizioni e continuarono ad attaccare nel corso del 1916 e del 1917. Tuttavia, il fronte era ormai sostanzialmente stabilizzato e nonostante le enormi perdite umane su entrambi gli schieramenti le offensive raramente riuscivano a spostare il fronte di qualche metro.

Questa situazione, insieme allo strenuo resistere di alcune piazzeforti austroungariche come il Castelletto, convinse i comandi sia italiani sia asburgici a cimentarsi in un nuovo tipo di guerra - la cosiddetta "guerra di mina". Inaugurata il primo gennaio 1916 dalle forze austriache con una carica esplosiva di 300 chili sotto le postazioni italiane, questa strategia intendeva distruggere poco alla volta sezioni di montagna per sgomberare le forze avversarie da posizioni strategiche. Le mine furono rapidamente impiegate anche da parte italiana: significativa è la distruzione, avvenuta il 11 luglio 1916, del Castelletto, un torrione roccioso in mano agli austroungarici che precludeva l'avanzamento italiano tra il fronte delle Tofane e quello del Lagazuoi. Lo storico militare italiano Piero Pieri, sottotenente del Regio Esercito e presente al momento dell'esplosione della mina italiana sotto il Castelletto, descrisse così l'evento:

"L’esplosione era avvenuta. L’enorme colonna di fiamme, che aveva illuminato tutta la valle di Travenanzes con una vampata infernale, si era spenta. Il vento aveva dissipato le nuvole di polvere che oscuravano il cielo ed il tuono delle valanghe di sassi si era ormai spento. Era giunta l’ora dell’ultimo attacco."

L'eliminazione delle postazioni austriache sul Castelletto non garantì però la vittoria, nonostante qualche avanzamento in determinate aree, come la conquista della cima della Tofana di Mezzo e la respinta di una controffensiva austroungarica sulla linea Lagazuoi - Furcia Rossa, il fronte rimase sostanzialmente stabile.

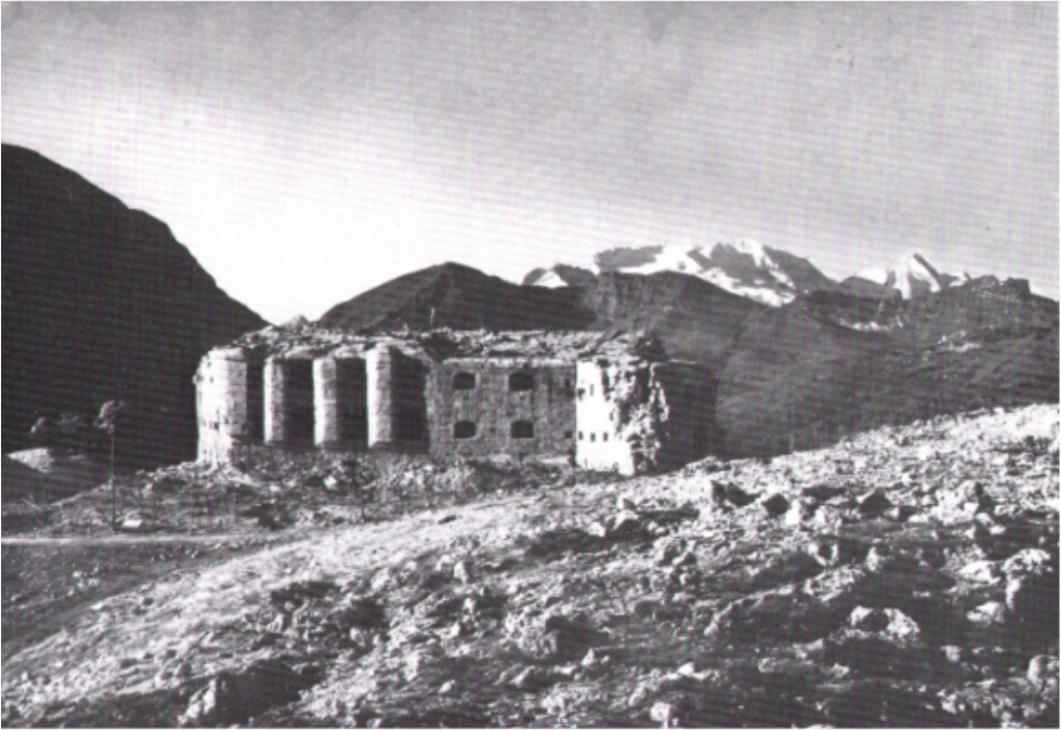
Forte Tre Sassi distrutto dall'artiglieria italiana nel 1917

La guerra di mina andò avanti per un anno e mezzo, diventando sempre più violenta e culminando il 20 giugno 1917 con una mina italiana di 33 000 chili che fece saltare in aria l'anticima del monte Lagazuoi. Tuttavia non ci furono significativi avanzamenti tattici e la situazione di stallo si protrasse.

### La ritirata

Standschützen austroungarici a Cortina dopo la ritirata italiana

Con la disfatta di Caporetto le forze italiane sulle Dolomiti rischiavano di trovarsi isolate dal nuovo fronte, che stava ormai arretrando verso il Piave. Il 28 ottobre 1917, il Comando Supremo ordinò quindi alla Quarta Armata di abbandonare le proprie posizioni lungo le Dolomiti e ritirarsi verso il Monte Grappa, ma come fece anche il suo predecessore, Nicolis di Robilant tardò a dare l'ordine alle proprie truppe di ripiegare. In questo modo oltre a vanificare gli sforzi di più di due anni di enormi sacrifici umani e materiali sul fronte Dolomitico, ben 11 500 soldati italiani con il loro equipaggiamento furono catturati dalle forze austroungariche.

## Conclusione degli scontri
In seguito alla disintegrazione dell'esercito austroungarico dopo la battaglia di Vittorio Veneto, dal 25 ottobre 1918 le forze italiane cominciarono ad avanzare rapidamente lungo tutto il fronte, recuperando i territori persi in Veneto e Friuli, e occuparono diverse aree precedentemente in mano all'Impero austroungarico. 
Il 10 novembre 1918, sette giorni dopo l'armistizio di Villa Giusti, le forze armate italiane dopo aver risalito il Cadore, ripresero il controllo di Cortina d'Ampezzo.  Nei giorni successivi continuarono ad avanzare attraverso le Dolomiti, raggiungendo la città austriaca di Innsbruck il 23 novembre 1918.